# ホープ級
ホープ級(ホープきゅう、Hope class)は『スタートレック』シリーズに登場する架空の宇宙船。惑星連邦所属、宇宙艦隊のスターシップである。

## 概要
24世紀の宇宙艦隊の医療船。円盤状ではなく球状の第1船体を持つ古い22世紀のダイダロス級のデザインを踏襲した唯一の船である。TNG最終話「永遠への旅」において、可能性の未来のビバリー・クラッシャー医師が艦長を務めるU.S.S.パスツールNCC-58925が登場する。この船はU.S.S.エクセルシオのデザイナーであるビル・ジョージが趣味で作っていたミニチュアで、「よければTNGで使ってもらえないだろうか」と申し出て採用されたものという異質な経歴がある。
球状の第1船体と湾曲した第2船体が特徴。第1船体は舷窓と緊急脱出ポッドで覆われており、船首には線状のデフレクター盤（デフレクターストリップ）が設置されている。この球状の船体には医療ベッドが多く置かれている。第2船体の背面にはシャトルベイが設置されている。2本のワープナセルは後方へ伸びており、上方へ反り上がる構造物によって第二船体に接続する。
医療専門船という性質上、武装は最小限であり、特殊な宇宙現象を調査できるようなセンサーや設備も持たない。

## ホープ級かオリンピック級か
このクラスの宇宙船の公式な名称とされるのは「ホープ級」で、TNG最終話" All Good Things..."（「永遠への旅」）に登場したU.S.S.パスツールの銘版に基づいているが、この船は「オリンピック級」とも呼ばれる。
スタートレックでは実写映像化した設定のみを正統な設定とする慣習があるが、映像作品中ではこの銘版もはっきりとは写っていなかったため、どちらが正統かについて一時混乱があった。後にテレビ番組『Journey's End: The Saga of Star Trek: The Next Generation』（1994年）インタビューの中でオクダが撮影に使用した銘版を示したことにより、この艦船デザインは「ホープ級」とされていたが、後に「オリンピック級」に設定されなおされた。なお、2010年2月に正式サービスを開始した『Star Trek Online』では、このデザインの船は「オリンピック級」が正式なクラス名となっており、異なるデザインの「ホープ級」が別に存在する。

## ホープ級宇宙船の一覧
U.S.S.ノーベル(NCC-55012)
名称の由来はダイナマイトを発明したアルフレッド・ノーベル。2374年のドミニオン戦争で活躍した。この際に乗員のリック・ビトルは戦死、マーガレット・クラーク、ミッチェル・グリーンは行方不明。この船名と登録は士官室セットと死傷者レポートに表示されているのみ。その姿は「Star Trek: Deep Space Nine Companion」でのみ見ることができる。登場話は下記のとおり。
- DS9第143話"In the Pale Moonlight"「消された偽造作戦」
- DS9第151話"Image in the Sand"「砂漠からの呼び声」
- DS9第158話"The Siege of AR-558"「戦争の影－AR558攻防戦－」
- DS9第175～176話"What You Leave Behind"「終わりなきはじまり」
- TNG第155話"Interface"「インターフェイス救出作戦」

「U.S.S.ノーブル」と言われているが、「スタートレック・エンサイクロペディア」でU.S.S.ノーベルのことであるとされている。行方不明のU.S.S.ヘラ(NCC-62006)の捜索を命令されているが、やはり画面上には登場していない。
U.S.S.パスツール(NCC-58925)
名称の由来は医学者ルイ・パスツール。Qによってピカードに示された「可能性の未来」の中で2395年、ビバリー・ピカード艦長により指揮されていた。中立地帯のデヴロン星系でクリンゴン戦艦に攻撃を受け、ワープコアを損傷し大破。乗組員と乗客は、ライカー提督のエンタープライズ-Dによって救出された。ただし、あくまでQによる「可能性の未来」の中での登場のため、当艦が実在することになるかどうかは不明。
U.S.S.ガレン
ニュートン大佐の指揮。艦隊登録番号は不明。「Star Trek:Countdown」に登場するホープ級宇宙船3隻からなる医療船団の旗艦。2387年、超新星爆発を受けて惑星ロミュラスが崩壊した直後に軌道に現れ、居合わせたネロのナラーダ号に援助を申し出た。しかし逆上したネロによって採掘用の機雷を船内に転送で送り込まれ、3隻全てが破壊された。船名は24世紀の著名な考古学者リチャード・ガレン教授に由来。
U.S.S.シーコール
アルコット大佐の指揮。2409年、ヴェガ星系の戦いで大破した僚船から乗員を救出する任務に就いていた。「Star Trek Online」に登場。